# Schottische Badmintonmeisterschaft 1969
Die Schottische Badmintonmeisterschaft 1969 fand in Edinburgh statt. Es war die 48. Austragung der nationalen Meisterschaften von Schottland im Badminton.

## Titelträger
| Disziplin    | Sieger                     |
| ------------ | -------------------------- |
| Herreneinzel | Robert McCoig              |
| Dameneinzel  | Maureen Hume               |
| Herrendoppel | Ian Hume Jim McNeillage    |
| Damendoppel  | Wilma Reid Muriel Woodcock |
| Mixed        | Robert McCoig Wilma Reid   |